# 203 mm морско оръдие Тип 41
203 мм/45 морско оръдие Тип 41 е корабно оръдие и оръдие за брегова отбрана на Японския императорски флот, използвано през периода от края на Руско-японската война до края на Втората световна война на броненосните и бронепалубните крайцери на флота и батареите на бреговата отбрана.

## История
203 мм морско оръдие Тип 41 е японска реализация на британското морско оръдие 8"/45 (20.3 sm) EOC Patterns S, U, U1 and W, разработено от компанията „Армстронг, Уитуорт енд ко“ (на английски: Sir W. G. Armstrong, Whitworth and Co., Ltd) от Елсуик, Нюкасъл. Това оръдие се произвежда от „Армстронг“ за чужди поръчки, предимно, Италия и Япония и е поставяно на много крайцери от японския флот, а също и на броненосния крайцер, построен в Италия, „Ниссин“, купен от Япония малко преди началото на Руско-японската война. На 25 декември 1908 година оръдието получава официалното японско обозначение „Тип 41“ (името произлиза от една от приетите в Япония системи за летоброене и означава, 41 година от Периода Мейджи, а на 5 октомври 1917 г., както и всички останали морски оръдия на Императорския флот, получава обозначение в сантиметри, по този начин в японската и англоезичната историография обозначението е 20.3 cm/45.
Съществуват различия по повод дължината на ствола. Много рускоезични източници посочват, че дължината на ствола на японските броненосни крайцери е 40 калибра, а в същото време, по-късни данни на Дж. Кемпбъл говорят за дължина 45 калибра.

## Кораби
Оръдието се е поставяло на следните кораби от Японски императорски флот:
Броненосните крайцери „Азума“, „Асама“, „Токива“, „Изумо“, „Ивате“, „Якумо“ – по четири оръдия в двуоръдейни кули;
Броненосните крайцери „Ниссин“ и „Касуга“ – четири и две оръдия съответно, в двуоръдейни кули;
Бронепалубните крайцери „Такасаго“, „Касаги“ и „Читосе“ – по две оръдия, едно на носа и едно на кърмата.
След прилагане на решенията на Вашингтонската конференция и Лондонския морски договор от 1930 г. част от оръдията от този тип са поставени на батериите на бреговата отбрана в Токийския залив и по-късно, в годините на Втората световна война, на атола Тарава и на остров Уейк.